# Dani Fernández Jiménez
Daniel Fernández Jiménez (Sabadell, 28 de març de 2001) és un jugador d'handbol català que juga a TVB Stuttgart i a la selecció espanyola en la posició d'extrem esquerre.

## Carrera del club
Des de la temporada 2017-2018, Fernández va jugar al filial del FC Barcelona a la segona divisió espanyola. Per a la temporada 2020-2021, el club de primera divisió espanyol Frigoríficos Morrazo el va fitxar. Al conjunt de Cangas, l'extrem esquerre va marcar 130 gols en 34 partits en la seva primera temporada i va ser votat com a All-Star de la lliga. La temporada 2021-2022, va millorar el seu ritme fins a 147 gols en 30 aparicions i va tornar a ser nomenat el millor jugador de la lliga en la seva posició.
A la temporada 2022-2023, Fernández va signar un contracte de tres anys amb el club de la Bundesliga alemanya TVB Stuttgart, dirigit pel seu exentrenador a Barcelona, Roi Sánchez. El març de 2024 va signar un precontracte amb el FC Barcelona per a incorporar-s'hi en la temporada 2025-2026.

## Carrera internacional
Fernández va debutar amb la selecció espanyola sènior el 4 de novembre de 2021, en la victòria per 33-29 contra Romania. Als Jocs Mediterranis de 2022 va guanyar la medalla d'or amb Espanya. Va participar per primera vegada en un Campionat del Món el gener de 2023 a Polònia i Suècia. Va guanyar la medalla de bronze amb la selecció espanyola al Mundial 2023.
El gener de 2024, havia jugat 31 partits internacionals, en els quals va marcar 101 gols. A aquests partits s'hi han de sumar els del torneig olímpic d'handbol de París 2024, on el seu equip va guanyar la medalla de bronze, i ell va ser considerat el millor extrem esquerre de la competició.